# 王寵

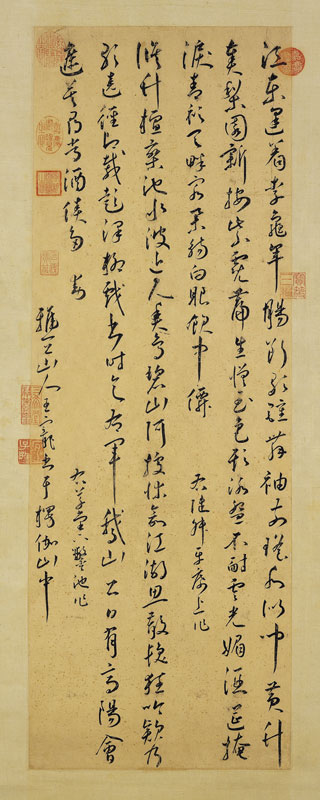
詩帖

王寵（1494年—1533年），字履仁、一字履吉，号雅宜山人，中国明代書畫家，長洲（今江苏苏州）人。善書法、山水畫與篆刻。書法初學蔡羽，後規範晉唐，楷書師虞世南、智永；行書學王獻之，與祝允明、文徵明齊名，被譽為吳門三家。

## 生平
王寵命運多舛，一生仕途不佳，屢試不第，僅以貢生人南京國子監，成為太學生，世稱『王貢上』、『王太學』。由此，王寵沉溺于詩書畫之中，寄情于山水之間，年僅四十幾歲便去世。
明代書論家王世貞在《三吳楷法十冊》認為王寵所書的《琴操》：「兼正行體，意態古雅，風韻遒逸，所謂大巧若拙，書家之上乘也。」

## 軼事
2009年5月，訪台的大陸學者在台北圓山飯店洗手間誤以為發現王寵的書詩扇面真跡，此消息引起文化界注目。國立故宮博物院得知後立即加印王寵的扇面複製品一千份做為商品，並且展示真跡。